# Cascada
Cascada är en musikgrupp från Tyskland vars musikstil är influerad av bland annat eurotrance, dancecore, pop och elektropop. Gruppen består av tre personer, sångerskan Natalie Horler, Yann Peifer (DJ Yanou) och Manuel Reuter (DJ Manian).

## Karriär
Trion slog igenom år 2004 i hemlandet Tyskland, då de släppte sin första singel "Miracle". I februari 2005 släppte Cascada singeln "Everytime We Touch". Singeln kommer ursprungligen från Maggie Reillys debutalbum Echoes från 1992. Året efter släppet lyckades singeln bli en stor hit med höga placeringar på hitlistorna i bland annat Sverige och spelades flitigt på radio. Senare har gruppen även fått stor uppmärksamhet kring låtarna "How Do You Do" och "Bad Boy". Totalt har gruppen givit ut fyra musikalbum.

### Eurovision Song Contest 2013
Gruppen ställde upp med låten "Glorious" i den tyska uttagningen "Unser Song für Malmö" till Eurovision Song Contest 2013, Malmö, Sverige. I den tyska finalen gick Cascada ur segrande med 30 poäng bland de tolv deltagande artisterna och blev därmed Tysklands representanter till ESC 2013. Cascada och Tysklands bidrag fick där endast 18 poäng och slutande på 21:a placering bland 26 tävlande.

## Diskografi
Studioalbum
- 2006 – Everytime We Touch
- 2007 – Perfect Day
- 2009 – Evacuate the Dancefloor
- 2011 – Original Me

Singlar som var framgångsrika i Sverige
- 2004 – "Miracle"
- 2005 – "Everytime We Touch"
- 2006 - "A Never Ending Dream"
- 2006 – "Truly Madly Deeply"
- 2007 - "Endless Summer"
- 2007 – "What Hurts the Most"
- 2009 – "Evacuate the Dancefloor"

| Låt                     | SWE | GER | UK | US |  |
| ----------------------- | --- | --- | -- | -- |  |
| Miracle                 | 10  | 32  | 8  | -  |  |
| Everytime We Touch      | 1   | 5   | 2  | 10 |  |
| Truly Madly Deeply      | 11  | 26  | 4  | -  |  |
| What Hurts The Most     | 5   | 9   | 10 | -  |  |
| Evacuate The Dancefloor | 13  | 5   | 1  | 25 |  |